# Ander Herrera
Ander Herrera Agüera [ˈandeɾ eˈreɾa aˈɣweɾa] (sinh ngày 14 tháng 8 năm 1989) là một cầu thủ bóng đá chuyên nghiệp Tây Ban Nha chơi ở vị trí tiền vệ đa năng chơi cho câu lạc bộ bóng đá Athletic Bilbao
Anh bắt đầu sự nghiệp của mình tại Real Zaragoza trước khi chuyển đến câu lạc bộ thuộc thị trấn gần gia đình là Athletic Bilbao vào năm 2011, và sau đó đến Manchester United với giá chuyển nhượng 36 triệu euro trong năm 2014. Herrera giành hai danh hiệu với đội tuyển Tây Ban Nha ở đội U-20 và U-21, nằm trong thành phần đội Olympic Tây Ban Nha tham dự Thế vận hội 2012.

## Sự nghiệp các câu lạc bộ

### Real Zaragoza
Sau khi hoàn thành khóa đào tạo trẻ tại câu lạc bộ bóng đá Real Zaragoza, Herrera thi đấu chuyên nghiệp cho câu lạc bộ Real Zaragoza B tại giải đấu hạng 2 Segunda División trong mùa giải 2008–09 season, anh giúp câu lạc bộ này thăng hạng lên giải đấu hạng nhất La Liga. Anh xuất hiện lần đầu trên chuyến bay của mình vào ngày 29 Tháng Tám năm 2009, trong một chiến thắng 1-0 trước CD Tenerife.
Trong mùa giải 2009–10 campaign, Herrera là một trong những cầu thủ được thi đấu nhiều nhất tại Zaragoza, là câu lạc bộ chủ quản của anh nhằm duy trì trụ hạng lại giải đấu cao nhất Tây Ban Nha này. Anh ghi bàn thắng đầu tiên của mình tại giải đấu vào ngày 6 tháng 12, nhưng trong một thất bại 4-1 trước RCD Mallorca.
Trong mùa giải 2010-11, Herrera tiếp tục góp mặt thường xuyên trong đội hình chính của Zaragoza, dưới cả huấn luyện viên José Aurelio Gay và người kế nhiệm Javier Aguirre.

### Athletic Bilbao
Vào ngày 7 tháng 2 năm 2011, anh đồng ý chuyển đến thi đấu cho câu lạc bộ thuộc thị trấn gần gia đình của mình là Athletic Bilbao với một bản hợp đồng kéo dài 5 năm vào khoảng 7.5 triệu € có hiệu lực từ ngày 1 tháng 7. Điều khoản mua đứt đã được thiết lập vào khoảng 36.000.000 € trong ba mùa giải đầu tiên của mình và 40.000.000 € trong thời gian còn lại 
Herrera đã ra mắt chính thức của mình cho Athletic vào ngày 18 tháng 8 năm 2011, anh chơi đủ 90 phút trong trận hòa 0-0 trên sân nhà trước Trabzonspor thuộc giải UEFA Europa League mùa 2011-12. Anh xuất hiện trong 54 trận đấu chính thức trong năm đầu tiên của mình với câu lạc bộ xứ Basque (ghi bốn bàn), anh đạt cả Copa del Rey và vào trận chung kết Europa League.

### Manchester United
Herrera là chủ đề nóng tại các mặt báo bởi một đề nghị 24 triệu USD từ Manchester United vào tháng 8 năm 2013, nhưng thương vụ bị từ chối bởi Athletic Bilbao. 
Một năm sau, Manchester United đã cố gắng theo đuổi anh thêm một lần nữa. Ngày 26 tháng sáu 2014, Athletic Bilbao đã thông báo trên trang web chính thức của họ rằng họ đã bị từ chối với giá 36.000.000 € (£ 28.850.000) từ Manchester United cho Herrera. Athletic Bilbao sau đó xác nhận rằng Herrera có nguyện vọng điều khoản ra đi, cho phép tiếp cận để mua lại anh. Manchester United công bố cùng ngày, họ đã hoàn thành việc ký kết Herrera trên một hợp đồng bốn năm chờ nhận Giấy chứng nhận chuyển nhượng quốc tế.
Herrera ra mắt câu lạc bộ Manchester United vào 23 tháng 7 năm 2014 trong trận đấu đầu tiên trước mùa giải mới, với chuyến lưu diễn của câu lạc bộ tại Hoa Kỳ, chơi đủ 90 phút và có 3 pha kiến tạo trong chiến thắng 7-0 trước LA Galaxy. Cuộc chiến của anh lần đầu tiên khi bước vào trận mở màn của Premier League mùa giải mới vào ngày 16 tháng 8, với một trận thua 2-1 trên sân nhà Swansea City. Anh đã chơi 67 phút trước khi được thay thế bởi Marouane Fellaini. Herrera dính chấn thương trong lúc tập luyện và bỏ lỡ hai trận đấu tiếp theo của Manchester United trước Sunderland và Burnley. Trong trận đấu đầu tiên trở lại sau khi trở lại sau chấn thương, tiếp Queens Park Rangers ngày 14 tháng 9 năm 2014, anh ghi bàn thắng đầu tiên cho câu lạc bộ và thực hiện một pha kiến tạo cho Manchester United trong trận đại thắng 4-0.

## Sự nghiệp quốc tế

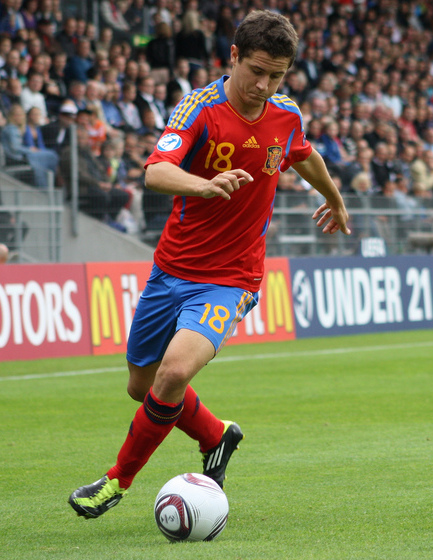
Herrera thi đấu cho đội U-21 Tây Ban Nha năm 2011

Herrera là một thành viên của đội U-20 Tây Ban Nha đội hình đã giành huy chương vàng tại giải bóng đá Đại hội Thể thao Địa Trung Hải 2009 tại Pescara, Ý.
Herrera đã được Luis Milla lựa chọn thi đấu cho đội U-21 Tây Ban Nha vào năm 2011 tại Giải vô địch bóng đá U-21 châu Âu ở Đan Mạch. Ngày 12 tháng 6, trong trận mở màn vòng bảng với tuyển U-21 Anh, anh ghi một bàn thắng gây tranh cãi ở phút bù giờ cuối cùng trong một trận hòa 1-1.
Trong trận chung kết với U-21 Thụy Sĩ, Herrera ghi bàn thắng đầu tiên trong chiến thắng 2-0 cuối cùng tại Aarhus.
Ngày 15 tháng 11 năm 2016, Ander Herrera được triệu tập vào đội tuyển Tây Ban Nha và được ra sân lần đầu trong trận giao hữu hòa đội tuyển Anh với tỉ số 2-2.

## Gia đình
Cha của Ander Herrera là cựu tiền vệ bóng đá Pedro María. Ông từng thi đấu và làm giám đốc thể thao cho cả Real Zaragoza và Celta de Vigo.

## Thống kê sự nghiệp thi đấu cho các câu lạc bộ
Tính đến ngày 24 tháng 5 năm 2017
| Câu lạc bộ        | Mùa giải          | Giải đấu | Giải đấu | National Cup | National Cup | League Cup | League Cup | Châu Âu | Châu Âu | Khác | Khác | Tổng số | Tổng số |
| Câu lạc bộ        | Mùa giải          | Trận     | Bàn      | Trận         | Bàn          | Trận       | Bàn        | Trận    | Bàn     | Trận | Bàn  | Trận    | Bàn     |
| ----------------- | ----------------- | -------- | -------- | ------------ | ------------ | ---------- | ---------- | ------- | ------- | ---- | ---- | ------- | ------- |
| Real Zaragoza B   | 2008–09           | 10       | 2        | –            | –            | –          | –          | –       | –       | –    | –    | 10      | 2       |
| Real Zaragoza     | 2008–09           | 19       | 2        | 0            | 0            | –          | –          | –       | –       | –    | –    | 19      | 2       |
| Real Zaragoza     | 2009–10           | 30       | 2        | 2            | 0            | –          | –          | –       | –       | –    | –    | 32      | 2       |
| Real Zaragoza     | 2010–11           | 33       | 2        | 2            | 0            | –          | –          | –       | –       | –    | –    | 35      | 2       |
| Real Zaragoza     | Tổng cộng         | 82       | 6        | 4            | 0            | –          | –          | –       | –       | –    | –    | 86      | 6       |
| Athletic Bilbao   | 2011–12           | 32       | 1        | 9            | 2            | –          | –          | 13      | 1       | –    | –    | 54      | 4       |
| Athletic Bilbao   | 2012–13           | 29       | 1        | 2            | 0            | –          | –          | 4       | 1       | –    | –    | 35      | 2       |
| Athletic Bilbao   | 2013–14           | 33       | 5        | 6            | 0            | –          | –          | –       | –       | –    | –    | 39      | 5       |
| Athletic Bilbao   | Tổng cộng         | 94       | 7        | 17           | 2            | –          | –          | 17      | 2       | –    | –    | 128     | 11      |
| Manchester United | 2014–15           | 26       | 6        | 5            | 2            | 0          | 0          | –       | –       | –    | –    | 31      | 8       |
| Manchester United | 2015–16           | 27       | 3        | 6            | 0            | 1          | 0          | 7       | 2       | –    | –    | 41      | 5       |
| Manchester United | 2016–17           | 31       | 1        | 3            | 0            | 6          | 1          | 9       | 0       | 1    | 0    | 50      | 2       |
| Manchester United | Tổng cộng         | 84       | 10       | 14           | 2            | 7          | 1          | 16      | 2       | 1    | 0    | 122     | 15      |
| Tổng số sự nghiệp | Tổng số sự nghiệp | 270      | 25       | 35           | 4            | 7          | 1          | 33      | 4       | 1    | 0    | 346     | 34      |

### Quốc tế
Tính đến 28 tháng 3 năm 2017
| Tây Ban Nha | Tây Ban Nha | Tây Ban Nha |
| Năm         | Trận        | Bàn         |
| ----------- | ----------- | ----------- |
| 2016        | 1           | 0           |
| 2017        | 1           | 0           |
| Tổng cộng   | 2           | 0           |

## Danh hiệu

### Câu lạc bộ
Manchester United
- FA Cup: 2015–16[20] á quân: 2017–18[21]
- EFL Cup: 2016–17[22]
- FA Community Shield: 2016[23]
- UEFA Europa League: 2016–17[24]

Paris Saint-Germain
- Ligue 1: 2019–20,[25] 2021–22[26]
- Coupe de France: 2019–20,[27] 2020–21[28]
- Coupe de la Ligue: 2019–20[29]
- Trophée des Champions: 2019,[30] 2020[31]
- UEFA Champions League á quân: 2019–20[32]

Athletic Bilbao
- Copa del Rey: 2023–24[33]

### Quốc tế
U-20 Tây Ban Nha
- Đại hội Thể thao Địa Trung Hải: 2009[13]

 U-21 Tây Ban Nha
- Giải vô địch bóng đá U-21 châu Âu: 2011

### Cá nhân
- Đội hình tiêu biểu Giải vô địch bóng đá U-21 châu Âu 2011
- Cầu thủ xuất sắc nhất năm của Sir Matt Busby: 2016–17
- Đội hình xuất sắc nhất mùa giải UEFA Europa League: 2016–17